# Figurant (film)
Figurant (ang. The Front) – amerykańska tragikomedia z 1976 roku.

## Fabuła
Stany Zjednoczone, lata 50. XX wieku. Howard Prince jest barmanem, który pomaga przyjacielowi - scenarzyście. Żeby nie stracić dochodu, kolega namawia Prince’a by został jego figurantem. W zamian dostanie 10% od scenariusza. Howard się zgadza. Stając się figurantem podpisuje się pod scenariuszami kolegi, odbiera za niego pieniądze, spotyka się z ważnymi osobami w środowisku filmowym, jest zapraszany na przyjęcia i obiady do drogich restauracji. Poznaje też kobietę, w której się zakochuje. Ten styl życia coraz bardziej go wciąga, co powoduje, że wciąga kolejnych scenarzystów z tzw. „czarnej listy” do procederu i figuruje za nich. Szczęśliwa passa Howarda zostaje przerwana przed specjalną komisją weryfikującą czy jest, czy nie jest komunistą.

## Obsada
- Woody Allen – Howard Prince
- Zero Mostel – Hecky Brown
- Herschel Bernardi – Phil Sussman
- Michael Murphy – Alfred Miller
- Andrea Marcovicci – Florence Barrett
- Remak Ramsay – Hennessey
- Marvin Lichterman – Myer Prince
- Lloyd Gough – Delaney
- David Margulies – Phelps
- Joshua Shelley – Sam

i inni

## Nagrody i nominacje
49. ceremonia wręczenia Oscarów
- Najlepszy scenariusz oryginalny - Walter Bernstein (nominacja)

Złote Globy 1976
- Najlepszy debiut aktorski żeński - Andrea Marcovicci (nominacja)

Nagroda BAFTA
- Najlepszy aktor drugoplanowy - Zero Mostel (nominacja)